# Ambigolimax
Genre
Synonymes
- Agriolimax (Ambigolimax) Pollonera, 1887[1]

Ambigolimax est un genre de limaces terrestres de la famille des Limacidae.

## Liste des espèces
Selon World Register of Marine Species (8 mai 2024) :
- Ambigolimax melitensis (Lessona & Pollonera, 1882)
- Ambigolimax parvipenis Hutchinson, Reise & Schlitt, 2022
- Ambigolimax valentianus (A. Férussac, 1821)
- Ambigolimax waterstoni Hutchinson, Reise & Schlitt, 2022